# Fontenay (Manche)
Fontenay település Franciaországban, Manche megyében. Lakosainak száma 318 fő (2018. január 1.). Fontenay La Bazoge, Chèvreville, Milly és Romagny-Fontenay községekkel határos.
2016. január 1-jével Romagny községgel egyesülve alkotja a Romagny Fontenay új községet.

## Népesség
A település népességének változása:
| Lakosok száma | 373  | 321  | 311  | 290  | 292  | 297  | 325  | 327  | 323  | 318  |
|               | 1962 | 1968 | 1982 | 1990 | 1999 | 2008 | 2011 | 2013 | 2017 | 2018 |